# Selvagem Grande
Selvagem Grande (deutsch „Große Wilde“) ist die größte Insel der Ilhas Selvagens (englisch Savage Islands), einer politisch zu Portugal (Autonome Region Madeira) gehörenden Inselgruppe, die westlich der nordafrikanischen Atlantik-Küste und nördlich der Kanarischen Inseln liegt.
Die abgesehen von einer ganzjährig besetzten Parkwärterstation unbewohnte Insel liegt im Nordosten der Ilhas Selvagens und bildet zusammen mit drei sehr kleinen Inselchen (Ilhéu Sinho, Palheiro do Mar, Palheiro de Terra) zugleich die Nordostgruppe des Archipels. Die Flächenausdehnung beträgt 2,45 km².
Selvagem Grande ist vulkanischen Ursprungs. Die erloschenen Vulkankegel (Pico da Atalaia, Pico dos Tornozelos und Pico do Inferno) sind schwer zu erreichen, da die Küste aus 70–90 m hohen Kliffs gebildet wird und gefährliche Riffe die Fahrt zur Insel erschweren. Eine Landung mit einem Schiff ist nur an wenigen Stellen möglich.
Die Insel besitzt seit 1977 den 10 m hohen Leuchtturm Farol da Selvagem Grande, der zunächst eine ständige Besatzung von zwei Wärtern hatte, dann aber automatisiert wurde. Er steht auf der höchsten Erhebung Pico da Atalaia, 200 Meter landeinwärts von der Bucht Enseada da Atalaia an der Westküste.